# Ultime lettere di Jacopo Ortis
Ultime lettere di Jacopo Ortis (dt.: Letzte Briefe des Jacopo Ortis) heißt ein Briefroman des italienischen Autors Ugo Foscolo. Er erschien zuerst 1802 und in seiner definitiven Form 1817.

## Aufbau
Der fiktionale Herausgeber Lorenzo Alderani erklärt in einer Vorrede an den Leser, er präsentiere im Folgenden die Briefe seines Freundes Jacopo Ortis, um der unbekannten Tugend ein Denkmal zu errichten. Der Leser weiß so von Anfang an, dass Ortis inzwischen verstorben ist. Die nun folgenden Briefe erstrecken sich vom 11. Oktober 1797 bis zur Nacht vom 25. auf den 26. März 1799. Es sind ausschließlich diejenigen von Ortis, Alderani fügt lediglich, vor allem zum Ende hin, einige für das Verständnis notwendige Erläuterungen ein.

## Inhalt
Jacopo Ortis ist ein junger Venezianer, der geglaubt hatte, dass Napoleon das zersplitterte Italien einigen würde, was sich nach dem Frieden von Campo Formio als Illusion erweist. Schon wenige Tage zuvor geht der junge Patriot, dem Verfolgung droht, ins Exil in die Euganeischen Hügel. Dort beginnt er gleich, seine Briefe zu schreiben. Im Exil lernt er Teresa kennen, die Tochter eines venezianischen Aristokraten, und verliebt sich in sie. Auch wenn sie seine Gefühle erwidert, muss sie ihr Versprechen einlösen, den vermögenden Odoardo zu heiraten. Es bleibt bei einem einzigen Kuss. Nach einer ergebnislosen Aussprache mit ihrem Vater reist Ortis durch Norditalien und besucht Stätten, die wichtig sind für den Ruhm der italienischen Nation, wie Florenz, wo er ehrfürchtig vor den Gräbern von Galileo, Machiavelli und Michelangelo steht, oder wie Ravenna, wo er die Urne des „Vaters Dante“ umarmt. Er leidet gleichermaßen an der nationalen Schmach und am Liebesverzicht. Der Gedanke an Selbstmord begleitet ihn von Anfang an; nur die Idee, dass ein Aufbegehren der Italiener gegen die Fremdherrschaft noch möglich ist, wenn sie sich auf die vergangene künstlerische Größe besinnen, und die Hoffnung auf eine Verbindung mit Teresa halten ihn zurück. Als er erfährt, dass sie geheiratet hat, erdolcht er sich.

## Rezeption
Foscolos Ultime lettere gilt gemeinhin als erster Roman der italienischen Literatur. Heroischer Gestus (auch wenn er tatenlos bleibt) und edle Melancholie ließen den Roman bei den Zeitgenossen zu einem großen Erfolg werden. Die Parallelen zu Goethes Die Leiden des jungen Werther – der Aufbau des Briefromans, die unglückliche Liebe zur Braut eines anderen, der Selbstmord – wurden schnell erkannt, auch wenn Foscolo betonte, ihm gehe es, anders als Goethe, um die politische Situation seines Landes und nicht um romantischen Weltschmerz. Giuseppe Mazzini, einer der Protagonisten des Risorgimento, lernte den Roman in seiner Jugend auswendig.

## Ausgaben
- Die letzten Briefe des Jacopo Ortis, übers. Heinrich Luden, Göttingen 1807
- Letzte Briefe des Jacopo Ortis, übers. Friedrich Lautsch, Brockhaus, Leipzig 1829, 2. Aufl. 1847
- Letzte Briefe des Jacopo Ortis, übers. Friedrich Lautsch, durchgesehen von Hanno Helbling, Winkler 1996
- Letzte Briefe des Jacopo Ortis, übers. Heinrich Luden, durchgesehen von Roland Erb, Insel 1984

## Sekundärliteratur
- Laura Fournier-Finocchiaro: Foscolo et la tradition italienne dans les écrits de Giuseppe Mazzini, in: Enzo Neppi u. a. (Hg.): Foscolo e la cultura europea, Cahiers d'études italiennes 20 (2015), S. 269–283
- Franca Janowski: Ugo Foscolos Weg im Horizontwandel zwischen Neoklassizismus und Romantik, in: Volker Kapp (Hrsg.): Italienische Literaturgeschichte, 3. Aufl. Metzler, Stuttgart und Weimar 2007, S. 249–254
- Joachim Küpper: Zum italienischen Roman des 19. Jahrhunderts. Foscolo. Manzoni. Verga. D'Annunzio, Steiner, Stuttgart 2002
- Manfred Strauß: Ugo Foscolo – Ultime lettere di Jacopo Ortis. In: Kindlers Literatur Lexikon. 3., völlig neu bearbeitete Auflage. Hrsg. von Heinz Ludwig Arnold. Stuttgart/Weimar: Verlag J.B. Metzler 2009
- Winfried Wehle: Nation und Emotion. Über das Engagement, mit Literatur Politik zu machen – Der Fall Foscolo, s. http://winfriedwehle.de/wp-content/themes/ww1/media/aufsatz/Foscolo_Unita.pdf